# 寺町捻螺
寺町捻螺（学名：Punctacteon teramachii）为捻螺科斑捻螺屬下的一个种。